# Poon Saan
.
Poon Saan je drugo najveće selo na Božićnom otoku, vanjskom teritoriju Australije. Administriran je kao dio glavnog grada otoka - Flying Fish Covea. Etnički Kinezi čine većinu stanovništva. Na kantonskom, Poon Saan (yue. 半山, Jyutping: bun3 saan1) znači "na pola puta do brda". Arhitektura Poon Saana odražava kinesko naslijeđe većine stanovnika jer su jedinice u singapurskom stilu, a ne zapadnjački stil koji je uobičajen u Flying Fish Coveu.
Ptica rižarica (Lonchura oryzivora) se ustalila na otoku s populacijama u blizini Poon Saana.

## Kulturna baština
Područje naselja, uključujući klub Poon Saan, ured sindikata radnika Božićnog otoka, kino i nekoliko stambenih blokova, uvršteno je na popis baštine Australskog Commonwealtha kao "Grupa Poon Saan" zbog svog "značaja za kinesko stanovništvo", "arhitektonskih stilova uvezenih iz Singapura i rijetko pronađenih u drugim dijelovima Australije", te zbog "broja građevina povezanih s početkom i razvojem sindikalnog pokreta na Božićnom otoku", dok se kino smatralo značajnim zbog svoje uloge mjesta održavanja za masovna okupljanja i kao "neobičan primjer relativno netaknutog kina na otvorenom". Povijesno područje Phosphate Hill, 1 km istočno od naselja također je uvršteno na Popis baštine Commonwealtha.